# Aichi S1A
O Aichi S1A Denko (Raio de Luz) foi um protótipo para um caça nocturno japonês, destinado a substituir o Nakajima J1N1-S Gekkou (conhecido pelos aliados como Irving) durante a Segunda Guerra Mundial. Seria, tal como o Gekkou, equipado com radar para conseguir atacar os B-29 norte-americanos que realizavam raides aéreos no Japão. O desenvolvimento desta aeronave foi sendo sucessivamente atrasado, tanto pela instalação de novos componentes como pela escassez de recursos que o Japão começou a sofrer. Tudo isto levou a que nenhum exemplar tenha participado na guerra.

## Desenvolvimento
Com a aumento dos ataques aéreos dos Estados Unidos, o Nakajima J1N1-S Gekkou revelou que estava a começar a ficar "velho" para conseguir contra-atacar as novas aeronaves que fustigavam o Japão. Assim, procurou-se um substituto mais moderno, tendo surgido o "S1A1", carregando uma tripulação de dois e equipado com o equipamento de missão necessário para o papel de caça-nocturno. Com um comprimento total de 15 metros, uma envergadura de 17,5 metros, e uma altura de 4,6 metros, estruturalmente, o S1A1 seria o maior caça japonês da guerra. O peso vazio era de 7320 kg, com um peso máximo de descolagem (MTOW) de 11 510 kg. O avião era alimentado por dois motores a pistão Nakajima NK9K-S refrigerados a ar, radial de 18 cilindros de dupla linha com 2000 cavalos de potência cada um.
A configuração geral da aeronave foi típica da entrada japonesa no desenvolvimento de caças pesados durante a Segunda Guerra Mundial. Utilizou uma fuselagem central contendo a tripulação de dois, aviónicos, depósitos de combustível, e equipamento vital para a missão. O cockpit estava bem encostado à frente do meio do avião. A secção do nariz da aeronave sustentava o armamento fixo, voltado para a frente. A meio da fuselagem, na parte de cima, encontrava-se uma cúpula de observação, e as asas encontrava-me de lado, à frente do meio da fuselagem, ficando directamente por baixo do cockpit, permitindo ao piloto ter sempre uma vista do que estaria à frente e a trás.
O desempenho para do S1A protótipo incluiu uma velocidade máxima de 580 quilómetros por hora, uma velocidade de cruzamento de 237 quilómetros por hora, um alcance até aos 2500, e um tecto de serviço de até 12 000 metros de altitude. O armamento centrava-se em dois canhões Tipo 5 de 30mm, e dois canhões Tipo 99 Modelo 2. A cúpula de observação, por cima da fuselagem, estava equipada com dois canhões Tipo 99 de 20mm.